# Oneida González
Oneida González (El Sombrero, 3 giugno 1981) è una pallavolista venezuelana naturalizzata portoricana, opposto delle Valencianas de Juncos.

## Carriera

### Club
La carriera di Oneida González inizia in Venezuela, dove tuttavia, mancando un campionato professionistico, non gioca per nessun club. Nel 2000 si trasferisce per motivi di studio negli Stati Uniti d'America, dove gioca per il Columbia Missouri, col quale è finalista della NAIA Division I. Sempre per motivi di studio, dal 2001 si trasferisce in Porto Rico, dove non gioca per alcun club professionistico, ma prende parte alle competizioni universitarie locali.
Per la Liga de Voleibol Superior Femenino 2006 viene ingaggiata dalle Llaneras de Toa Baja, dove gioca anche l'anno successivo. Dopo due anni di inattività, torna a giocare con le Lancheras de Cataño nella stagione 2010, che la vede assoluta protagonista: nonostante l'uscita di scena nelle semifinali, viene premiata come miglior realizzatrice, miglior attaccante e MVP della regular season. 
Nella stagione 2010-11 passa al Villanterio di Pavia, nella Serie A1 italiana, ma a gennaio lascia il club tornare a giocare nelle Lancheras de Cataño: vi resta legata per quattro annate, aggiudicandosi lo scudetto al termine della Liga de Voleibol Superior Femenino 2012. Dopo un'annata di inattività, nella stagione 2016 viene ingaggiata dalle Orientales de Humacao, dove milita per un biennio.
Fa ritorno in campo nella Liga de Voleibol Superior Femenino 2019, vestendo la maglia delle Criollas de Caguas, con le quali conquista il suo secondo scudetto. Nel campionato 2020 fa ritorno alle Llaneras de Toa Baja, mentre nel campionato seguente approda alle Valencianas de Juncos.

### Nazionale
Giovanissima entra a far parte della nazionale venezuelana nel 1996.

## Palmarès

### Club
- Campionato portoricano: 2

2012, 2019

### Premi individuali
- 2010 - Liga de Voleibol Superior Femenino: MVP della regular season
- 2010 - Liga de Voleibol Superior Femenino: Miglior realizzatrice
- 2010 - Liga de Voleibol Superior Femenino: Miglior attaccante